# Космос-1766
Космос-1766 је један од преко 2400 совјетских вјештачких сателита лансираних у оквиру програма Космос.
Космос-1766 је лансиран са космодрома Плесецк, СССР, 28. јула 1986. Ракета-носач Ф-2 је поставила сателит у орбиту око планете Земље. 